# 58-ма окрема мотопіхотна бригада (Україна)
58-ма окрема мотопіхотна бригада імені гетьмана Івана Виговського (58 ОМПБр, в/ч А1376, пп В0425) — військове з'єднання мотопіхотних військ у складі Сухопутних військ Збройних сил України чисельністю у бригаду. Базується у м. Конотоп Сумської області. Входить до складу ОК «Північ».
Бригада була сформована вже після початку російської агресії, навесні 2015 року. До її складу увійшли три батальйони, які також були сформовані вже після початку війни: 13-й, 15-й та 16-й мотопіхотні. В 2016 році воювала під Авдіївкою, в 2017 — на Бахмутці.
Бригада носить почесну назву на честь Івана Виговського — Гетьмана Війська Запорозького.

## Історія

### Передумови
В кінці лютого 2014 року Росія розпочала військову агресію проти України, вторгшись до Криму та анексувавши його. В Україні почалася часткова мобілізація.
13 квітня 2014 року розпочалися бойові дії війни на сході, після захоплення Слов'янська Донецької області російськими диверсійними загонами під командуванням Ігоря Гіркіна. 30 квітня 2014 року в.о. Президента України Олександр Турчинов доручив керівникам обласних адміністрацій почати створення батальйонів територіальної оборони в кожній області України. Влітку українські війська вели бої на російсько-українському кордоні, під Донецьком, Луганськом, та на Приазов'ї, ізолюючи угруповання бойовиків від постачання з Росії та розсікаючи утримувані ними території. Після втручання регулярної російської армії, українські сили зазнали низку поразок і були змушені відійти з-під Луганська, Іловайська та Новоазовська.
У січні—лютому 2015 року українська армія зазнала поразки у Донецькому аеропорті і в Дебальцевому, але змогла відтіснити сили окупаційних корпусів від Маріуполя у боях за Широкине.

### Створення
58-ма бригада почала своє формування 16 лютого 2015 року згідно спільної директиви Міністерства оборони України та Генерального штабу від 8 грудня 2014 року.
З квітня 2015 року склад бригади поповнили 13-й, 15-й та 16-й мотопіхотні батальйони, які брали участь у літніх боях на сході України.
З лютого 2016 року бригада виконувала завдання на Донецькому напрямку: Авдіївка та Ясинуватський район. Вона прикривала 30 кілометрів фронту в районі Авдіївської промзони та Верхньоторецького.
У липні 2017 року 58-ма бригада замінила 93-тю бригаду на позиціях в районі Бахмутської траси.
4 квітня 2018 року бригада, після дев'ятимісячного перебування в зоні бойових дій, повернулася у Конотоп.
З 28 вересня по 7 жовтня 2018 року на базі бригади було проведено широкомасштабне навчання 117-ї Сумської бригади територіальної оборони з практичним призовом військовозобов'язаних.
6 травня 2019 року, на перше відзначення Дня піхоти, бригада отримала почесну назву на честь гетьмана Івана Виговського.

### Російське вторгнення 2022 року
На серпень 2022 року вела бої у Бахмуті.
На 11 листопада 2023 року вели успішні бойові дії під селом Новодонецьке в Донецькій області проти 37-ї окремої мотострілецької бригади ЗС РФ.
Станом на весну 2025 року виконує бойові завдання на півночі Харківської області.

## Структура
- управління
- 13 окремий мотопіхотний батальйон (смт. Вороніж)
- 15 окремий мотопіхотний батальйон (с. Стецьківка)
- 16 окремий мотопіхотний батальйон (м. Глухів)
- танковий батальйон[джерело?]
- зенітний ракетно-артилерійський дивізіон
- 1-й самохідний артилерійський дивізіон
- 2-й самохідний артилерійський дивізіон
- рота протитанкових ракетних комплексів
- розвідувальна рота
- рота радіоелектронної боротьби
- група інженерного забезпечення
- медична рота
- польовий вузол зв'язку
- ремонтна рота
- батальйон матеріального забезпечення
- рота РХБЗ
- взвод снайперів
- комендантський взвод
- духовий оркестр

## Командування
- 02.2015—09.2016: полковник Заболотний Сергій В'ячеславович[15][16]
- 2016—28.09.2019: полковник Драпатий Михайло Васильович[17]
- з 09.2019: полковник Кащенко Дмитро Валерійович
- в 2022: полковник Брижинський Дмитро Володимирович
- з вересня 2022: полковник Салтицький Олександр Октавійович[18][19]
- з 2023: полковник Шевчук Руслан Миколайович
- з 2025: полковник Шнир Іван Васильович

## Оснащення
- БТР-4[20]
- AS-90[21]
- БпЛА-камікадзе Darts[22]

## Традиції

### Назва
У лютому 2018 року повідомлялося, що бригаді планують присвоїти почесне найменування — «імені гетьмана Івана Виговського».
7 березня 2019 року начальник Генерального штабу ЗСУ Віктор Муженко затвердив нову символіку бригади.
6 травня 2019 року, на перше відзначення Дня піхоти, бригада отримала почесну назву на честь гетьмана Івана Виговського. У битві під Конотопом, де нині дислокуються підрозділи 58-ї бригади, гетьман 9 липня 1659 року вщент розбив стотисячну московську армію.

### Символіка
В основу символіки бригади покладено родовий герб гетьмана Івана Виговського. Кольори на щиті — синій та червоний — пов'язані із символами регіону, де дислокується бригада — Конотоп Сумської області. Герб м. Конотопа має червоне поле, а герб Сумської області — синє.
Гасло «Simul ad Victoriam», що перекладається як «Разом до перемоги», військовослужбовці бригади придумали собі самі. Їхнє побажання врахували і перенесли на емблему підрозділу.